# Dominic Stricker
Dominic Stephan Stricker (Münsingen, 16 de agosto de 2002) es un tenista profesional suizo, considerado una de las promesas jóvenes del tenis mundial.
Su mejor ranking ATP fue el 88 en individuales, alcanzado el 2 de octubre de 2023.

## Carrera deportiva
Stricker ganó el título individual masculino del Abierto de Francia 2020 júnior, derrotando a su compatriota Leandro Riedi en la final. También ganó el título de dobles masculino del Abierto de Francia de 2020 júnior, junto con Flavio Cobolli. En marzo de 2021, con un ranking de 874 en el mundo, recibió una wild card para el Challenger de Lugano, en Suiza. Ganó el torneo, derrotando a Vitaliy Sachko en sets seguidos en la final. Se convirtió en el tercer jugador suizo más joven después de Roger Federer y Stan Wawrinka en ganar un título ATP Challenger.
Stricker hizo su debut en la ATP en el Geneva Open 2021 como wild card, donde jugó contra el ex campeón del US Open Marin Čilić ganándole en dos set. Luego enfrentaría a Márton Fucsovics al quien le ganó también en dos set. Finalmente cayó derrotado en los cuartos de final ante Pablo Andújar en tres set.
Ganó su primer partido de grand slam en Wimbledon 2023, donde en primera ronda se impuso con parciales de 3-6, 6-3, 6-2, 4-6 y 7-5 a Alexei Popyrin en un partido de tres horas y 10 minutos. Ese mismo año clasificó al Abierto de Estados Unidos, donde derrotó a Stefanos Tsitsipas (7° del mundo) en primera ronda, su mejor victoria en su carrera y la primera ante un tenista Top Ten.

## Títulos ATP (2; 0+2)

### Dobles (2)
| Leyenda                         |
| Grand Slam (0)                  |
| ATP Wourld Tour Finals (0)      |
| ATP Masters 1000 World Tour (0) |
| ATP World Tour 500 series (0)   |
| ATP World Tour 250 series (2)   |

| No. | Fecha               | Torneo | Superficie    | Pareja              | Oponentes en la final              | Resultado   |
| --- | ------------------- | ------ | ------------- | ------------------- | ---------------------------------- | ----------- |
| 1.  | 25 de julio de 2021 | Gstaad | Tierra batida | Marc-Andrea Huesler | Szymon Walków Jan Zieliński        | 6-1, 7-6(7) |
| 2.  | 23 de julio de 2023 | Gstaad | Tierra batida | Stanislas Wawrinka  | Marcelo Demoliner Matwé Middelkoop | 7-6(8), 6-2 |

## Títulos ATP Challenger (5; 4+1)

### Individuales (5)
| N.° | Fecha                 | Torneo                  | Superficie    | Oponente en la final | Resultado     |
| --- | --------------------- | ----------------------- | ------------- | -------------------- | ------------- |
| 1.  | 28 de marzo de 2021   | Challenger de Lugano    | Dura (i)      | Vitaliy Sachko       | 6-4, 6-2      |
| 2.  | 6 de febrero de 2022  | Challenger de Cleveland | Dura (i)      | Yoshihito Nishioka   | 7-5, 6-1      |
| 3.  | 31 de julio de 2022   | Challenger de Zug       | Tierra batida | Ernests Gulbis       | 5-7, 6-1, 6-3 |
| 4.  | 26 de febrero de 2023 | Challenger de Rovereto  | Dura (i)      | Giulio Zeppieri      | 7-6, 6-2      |
| 5.  | 7 de mayo de 2023     | Challenger de Praga-1   | Tierra batida | Sebastian Ofner      | 7-6, 6-2      |

### Finalista (1)
| N.° | Fecha               | Torneo                 | Superficie | Oponente en la final | Resultado |
| --- | ------------------- | ---------------------- | ---------- | -------------------- | --------- |
| 1.  | 30 de enero de 2022 | Challenger de Columbus | Dura (i)   | Yoshihito Nishioka   | 2-6, 6-4  |

### Dobles (1)
| N.º | Fecha               | Torneo                | Superficie    | Compañero      | Oponentes en la final               | Resultado        |
| --- | ------------------- | --------------------- | ------------- | -------------- | ----------------------------------- | ---------------- |
| 1.  | 10 de junio de 2021 | Challenger de Perugia | Tierra batida | Vitaliy Sachko | Tomás Martín Etcheverry Renzo Olivo | 6-3, 5-7, [10-8] |